# Алиев, Багомед Гадаевич
Багоме́д Гада́евич Али́ев (род. 11 марта 1935, Урахи, Дагестанская АССР) — советский и российский дагестанский историк-кавказовед, доктор исторических наук, профессор. Заслуженный деятель науки Республики Дагестан, автор более 600 научных статей.

## Биография
Родился в 1935 году в селе Урахи Коркмаскалинского (ныне Сергокалинского) района Дагестана. Он рано потерял родителей и далее воспитывался в различных детских домах-интернатах. Среднюю школу окончил в 1953 году. В 1952 году поступил в Дагестанский педагогический институт имени Народного поэта Дагестана, кавалера Ордена Ленина Сулеймана Стальского на исторический факультет, который окончил с отличием в 1957 году.
Трудовую деятельность начал учителем Сергокалинской вечерней школы. В мае 1958 года перешёл на работу в Дагестанский филиал Института марксизма-ленинизма при ЦК партии, где занимался исследованием проблем истории Великой Отечественной войны. В связи с закрытием Института перешёл на работу в аппарат Президиума Верховного Совета Дагестанской АССР, где работал инструктором организационного отдела с 1960 по 1961 год. С конца июля 1961 года начал работать в Институте ИЯЛ Дагестанского филиала Академии наук СССР, где по сегодняшний день работает главным научным сотрудником. Общий стаж научной работы более 58 лет.
Основная научная тема, разрабатываемая Б. Г. Алиевым в Институте, — это союзы сельских общин (также известные как «вольные общества»). В 1967 году защитил кандидатскую диссертацию. Позднее стал работать над историей даргинских сел, земельными отношениями в Дагестане в XVI—XVII веках, общей темой, посвященной союзам сельских общин Дагестана, особенностями феодализма в Дагестане, последние десятилетия работал над проблемами: сословно-классовая структура и государственно-политическая система в Дагестане, история крестьянства и класса феодалов Дагестана и т. д. В 1991 году защитил докторскую диссертацию «Союзы сельских общин Дагестана в XVII — I-й первой половине XIX вв.: исследование социально-экономического развития и структуры административно-политического управления».
Целая серия работ Б. Г. Алиева посвящена дагестанским аулам. Он издал их как в книге, вышедшей в Дагестанском книжном издательстве в 1988 году под названием «Предания, памятники, исторические зарисовки о Дагестане», так и в ряде других изданий в республике. Вершиной научной деятельности Б. Г. Алиева по изучению дагестанских сел явилась огромная монография (40 печатных листов).
В 2004 году издал книгу совместно с И. М. Улакаевым под названием «Урахи и урахинцы». Это итог их огромного, кропотливого и многолетнего труда по сбору, анализу и обобщению колоссального материала, освещающего историю одного из наиболее широко известных и крупных населенных пунктов Дагестана — села Урахи, давшего Дагестану и России известных партийных, государственных, военных и общественно-политических деятелей, крупных ученых, спортсменов, учителей, поэтов, деятелей просвещения и др.
В первом десятилетии XXI века Б. Г. Алиев занимался исследованием крестьянства Дагестана. В 2007 году он издал монографию «Свободное узденство феодального Дагестана», где изучаются все вопросы социально-экономической жизни самой многочисленной категории независимого крестьянства: хозяйственная деятельность, земельные и социальные отношения и т. п.
Для Багомеда Гадаевича первые полтора десятилетия XXI века были очень плодотворными. Из 15 монографий и 1 сборника статей, изданных им за все годы его научной деятельности, 8 были изданы за 2002—2014 годов. Эти годы были плодотворны и другими достижениями в его научной деятельности.
Является постоянным участником различного уровня научных конференций и сессий, проводимых в различных городах страны и в странах СНГ, где выступал по различным вопросам истории Дагестана феодального периода страны.
За годы работы в Институте ИАЭ ДНЦ РАН Б. Г. Алиев руководил подготовкой аспирантов и докторантов. Под его руководством защитили кандидатские диссертации 9 аспирантов и соискателей, он был научным консультантом 4 докторантов, которые также успешно защитили свои работы.
По сей день принимает активное участие в общественно-политической жизни, как Института, так и филиала РАН и РД.

## Награды и звания
- Заслуженный деятель науки Республики Дагестан.
- Медаль «Ветеран труда».
- Медаль ордена «За заслуги перед Отечеством» II степени (2005).
- Именные часы Главы Республики Дагестан.
- Почётная грамота Президиума АН СССР.
- Почётная грамота Президента РАН.
- Орден Почёта Республики Дагестан III степени (2025)[1].

За заслуги и большие достижения в области исторической науки награждён Почетными грамотами Президиума АН СССР, Президента РАН, Президиума Дагестанского филиала Академии Наук СССР, Президиума Дагестанского научного центра РАН, Института истории, археологии и этнографии ДНЦ РАН. Четырехкратный лауреат премии регионального общественного благотворительного фонда им. Шейха Абдурахмана-Хаджи ас-Сугури.